# Districte d'Évora
El Districte d'Évora és un districte portuguès, que pertany a la província tradicional de l'Alt Alentejo. Limita al nord amb el Districte de Santarém i amb el Districte de Portalegre, a l'est amb la Província de Badajoz, Extremadura (Espanya), al sud amb el Districte de Beja i a l'oest amb el Districte de Setúbal. Àrea: 7393 km² (2n major districte portuguès). Població resident (2001): 173.408 hab. Seu del districte: Évora.

## Subdivisions
El districte d'Évora se subdivideix en els següents 14 municipis:
- Alandroal
- Arraiolos
- Borba
- Estremoz
- Évora
- Montemor-o-Novo
- Mora
- Mourão
- Portel
- Redondo
- Reguengos de Monsaraz
- Vendas Novas
- Viana do Alentejo
- Vila Viçosa

En l'actual divisió regional del país, aquest districte està integrat en la Regió Alentejo i correspon gairebé per complet a la subregió de l'Alentejo Central, que es complementa amb un concelho del Districte de Portalegre: Sousel. El concelho o municipi de Mora, per contra, està integrat en la subregió de l'Alt Alentejo. En resum:
- Regió Alentejo
  - Alentejo Central
    - Alandroal
    - Arraiolos
    - Borba
    - Estremoz
    - Évora
    - Montemor-o-Novo
    - Mourão
    - Portel
    - Redondo
    - Reguengos de Monsaraz
    - Vendas Novas
    - Viana do Alentejo
    - Vila Viçosa

  - Alto Alentejo
    - Mora

## Geografia física
La geografia física del districte d'Évora és força uniforme, amb la planura dominant el paisatge gairebé per complet, con altituds que a la major part del seu territori oscil·len entre els 200 i els 400 m, interrompuda aquí i allá per valls i per serralades amb vessants poc inclinades i plena d'embassaments relativament extensos.
L'única excepció és la vall del riu Guadiana, que travessa l'extremitat sud-est del districte i que per trams és força profund, amb especial enfocament per a la regió de Alqueva, on la vall arriba a tenir més de 100 m de profunditat relativa als terrenys circumdants. Per aquest motiu, va ser aquesta la localització escollida per a la represa de l'Embassament d'Alqueva que, quan sigui finalitzada, esdevindrà el llac artificial més gran d'Europa. El Guadiana és el centre d'una de les tres conques hidrogràfiques en què es divideix el districte, i la qual més territori ocupa en el districte. Els seus afluents són una sèrie de rius que, en general, corren de nord-oest a sud-est i desguassen en el marge dret del riu: (Degebe, Àlber, Azebel, Lucefece), no obstant això el marge esquerre també rep les aigües del riu Alcarache, que neix a Espanya. El terç occidental del districte es divideix entre les conques hidrogràfiques del riu Sado al sud, i del Tall, al nord. Cap al Sado corren rius amb un curs que és generalment de nord-est a sud-oest o d'est a oest (rius Xarama, Odivelas, Alcáçovas, So Cristóvo, So Martinho, Marateca, etc.); cap al Tall corren rius amb un curs, dintre del districte d'Évora, que és gairebé sempre de sud-est a nord-oest (rius de Canha, Lavre, Vide, Divor, Raïa, etc.).
La major part d'aquests petits cursos d'aigua neixen en una de les serres de petita altitud que interrompen la planura: la Serra de Monfurado, a l'oest (424 m d'altitud màxima), la Serra de Mendro, al sud (412 m) i la Serra de Ossa, al nord (653 m). El districte té bastants embassaments. A més del ja referit embassament de l'Alqueva, al Guadiana, tenen alguna imporatancia l'embassament de Munti Novo, en el riu Degebe, el d'Albufeira de Torres, en el riu Azambuja, l'embassament de Vigía, en un afluent del riu Pardiela i el de Lucefece, en el riu homònim.

## Ciutats principals
Évora, Estremoz, Montemor-o-Novo, Vendas Novas, Reguengos de Monsaraz